# Георг VI фон Лихтенщайн-Щайерег
Георг VI фон Лихтенщайн-Щайерег (на немски: Georg VI Herr von Liechtenstein zu Steyregg * 1480; † 6 август 1548) е благородник от Моравия от фамилията Лихтенщайн-Николсбург в Долна Австрия, господар на замък Лихтенщайн и Щайрег в Горна Австрия, Рутенщайн, Райхенщайн, Дюрнхолц и Вилферсдорф, имперски генерал.

## Произход
Той е син на Хайнрих VII фон Лихтенщайн († 1483), губернатор на Моравия, и съпругата му Агнес фон Щархемберг (1461 – 1501), дъщеря на Йохан IV фон Щархемберг (1412 – 1474), хауптман на Горна Австрия/об дер Енс, и Агнес фон Хоенберг (1416 – 1494). Внук е на Георг IV фон Лихтенщайн († 1444) и Хедвиг фон Потендорф († 1449/1457). Брат му Еразмуз (1483 – 1524) се жени 1509 г. за Барбара фон Ст. Георген и Пьозинг (1488 – 1578). Сестра му Елизабет фон Лихтенщайн-Щайерег (1483 – 1517) е омъжена на 7 март 1508 г. за фрайхер Волфганг фон Рогендорф (1483 – 1540, в битка при Буда).
Внукът му Карл I е първият княз на Лихтенщайн (1608 – 1627), син на Георг Хартман фон Лихтенщайн (1513 – 1562) и дъщеря му Сузана фон Лихтенщайн-Николсбург (1520 – 1595).
- Дворец Щайерег, Долна Австрия, 1674
- Замък Лихтенщайн, Долна Австрия

## Фамилия
Георг VI фон Лихтенщайн-Щайерег се жени 1518 г. за 1518 г. за Магдалена фон Полхайм (* 1497; † сл. 1522), дъщеря на фрайхер Волфганг IV фон Полхайм (1458 – 1512) и Йохана ван Борселен († 1509). Те имат четири дъщери:
- Анна фон Лихтенщайн, омъжена 1535 г. за Йохан VI фон Лихтенщайн (* 1500; † 17 юни 1552), син на Волфганг I фон Лихтенщайн († 1520) и графиня Геновева фон Шаунберг († 1519)
- Сузана фон Лихтенщайн-Николсбург (1520 – 1595), омъжена 1542 г. за братовчед си Георг Хартман фон Лихтенщайн (* 1513; † 12 юли 1562), син на Хартман фон Лихтенщайн-Фелдсберг († 1539) и втората му съпруга Йохана фон Майнбург († 1521)
- Марта фон Лихтенщайн († ноември 1556), омъжена I. 1534 ф. за Йохан Мецерцикзски фон Ломниц (* ок. 1485; † 1537), II. 1540 г. за Дитмар фон Лозенщайн († 1577)
- Бенигна фон Лихтенщайн († 6 септември 1579), омъжена 1535 г. за Ото фон Лихтенщайн-Мурау († 1564)